# 南投縣政府警察局

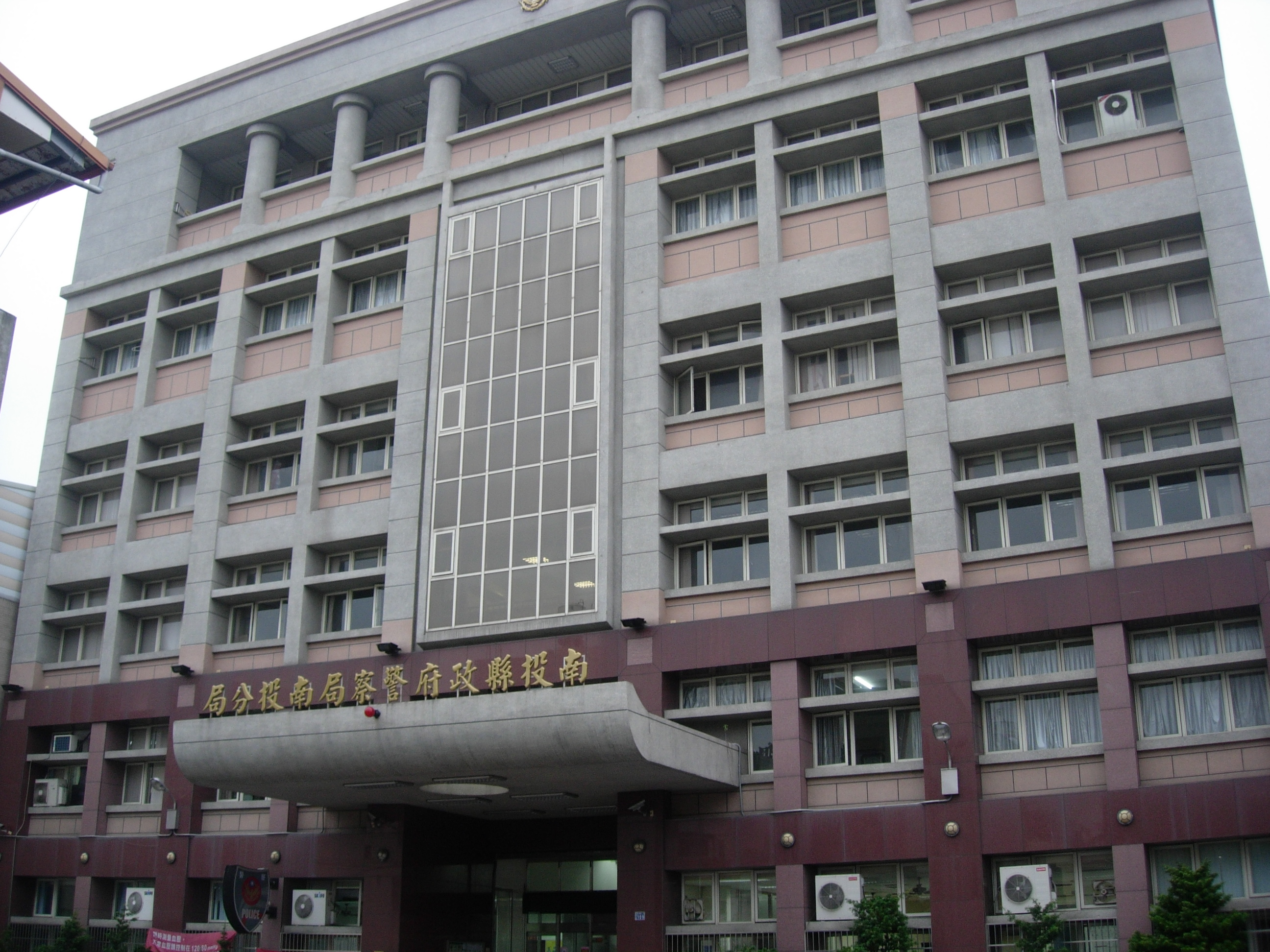
南投縣政府警察局南投分局

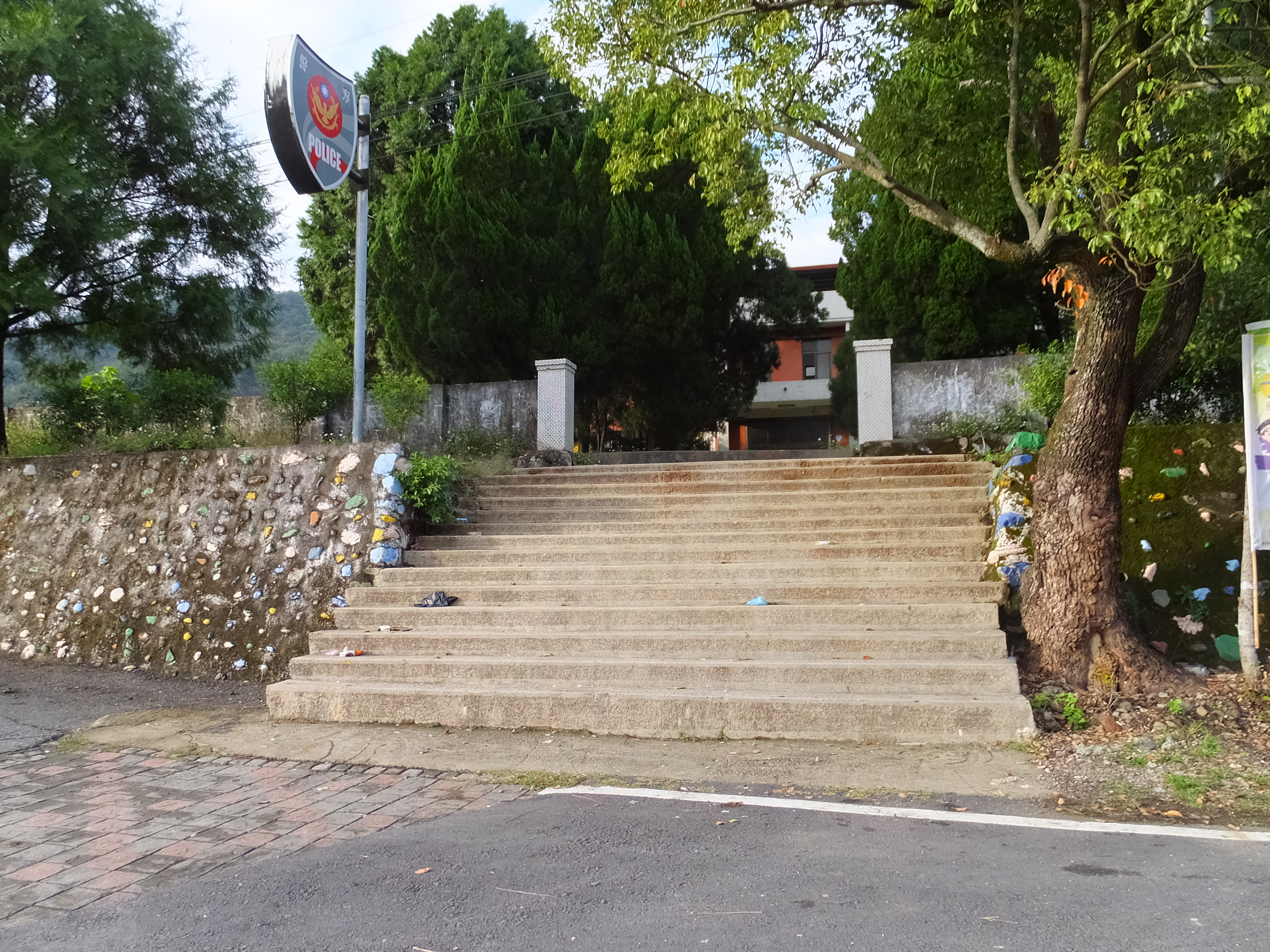
仁愛分局清流派出所

南投縣政府警察局（簡稱南投縣警察局、南投警局）是中華民國南投縣的最高警察機關，隸屬於內政部警政署與南投縣政府。本局負責南投縣境內之警政、交通、刑事偵查、公共安全、婦幼保護、反毒、社區警政與其他法定事項，並統籌全縣各分局、警察隊及派出所之運作與指揮。
南投縣政府警察局成立於1945年，初期設於原日治時期警察機關舊址，1950年配合南投縣行政區劃成立後，正式建制為縣級警察局。現局本部設於南投市中興路，並下轄南投、草屯、埔里、竹山、仁愛等多個分局與數十個派出所，為維護縣境治安與社會秩序之主要機構。

## 沿革

### 日治時期（1895–1945）
- 日治初期，南投地區隸屬於台中州，共設置南投、新高（集集）、竹山、能高（埔里）等郡的警察課，作為州廳下層警務單位。[1]

### 光復後至縣建立（1945–1950）
- 1945年台灣光復後，警務體系改隸台灣省，原州廳制度改為縣制，南投屬於台中縣轄區，並設有南投區警察所。1949年開始實施分局制度，南投及竹山、埔里等地相繼設立分局。[2]

### 建制南投縣警察局（1950 年）
- 1950年10月21日，隨著台灣省縣市行政改制，南投從台中縣獨立為南投縣；同時，警政機構也隨之重劃，成立「南投縣政府警察局」，成為南投縣的最高警政單位。

### 戰後組織與形式變遷（1950 至今）
- 建制初期，縣警察局下設多個分局，包括南投、草屯、埔里、竹山及仁愛（霧社）、集集、信義等分局，進行轄區警務管理。
- 1958 年起，消防警察隊正式成立，並成為警察局組織的一部分，負責消防任務。
- 自此之後，南投縣警局依法律與地方組織調整，先後修訂組織規程，以細化警務與行政職掌，目前仍依據《南投縣政府警察局組織規程》運作。[3]

## 組織
南投縣政府警察局設有局本部、直屬警察隊及分局、派出所等單位，依職掌劃分為若干科、室與功能編組，統籌轄區內各項警政業務。
| 單位類別 | 單位名稱   | 主要職掌                         |
| -------- | ---------- | -------------------------------- |
| 局本部   | 局長室     | 綜理全局警政事務，負責指揮與領導 |
|          | 副局長室   | 協助局長處理各項業務             |
|          | 主任秘書室 | 協調與統籌各單位間行政事務       |
| 行政室科 | 人事室     | 負責人事任免、考績及相關作業     |
|          | 主計室     | 編製預算、決算與會計審核         |
|          | 政風室     | 風紀管理、廉政與政風業務推動     |
|          | 勤指中心   | 接受報案、調度警力、指揮勤務     |
| 業務科   | 行政科     | 文書總務、財產管理與庶務事項     |
|          | 刑事科     | 辦理刑案偵查與犯罪預防           |
|          | 交通科     | 負責交通規劃、疏導與事故處理     |
|          | 保安科     | 勤務規劃、治安維護與集會活動應變 |
|          | 外事科     | 涉外警務、外籍人士案件處理       |
|          | 民防科     | 民防編組、義警與義交管理         |
|          | 資訊科     | 警政資訊系統與通訊設備管理       |
| 直屬隊伍 | 刑警大隊   | 統籌刑事案件偵查與專案行動       |
|          | 交通隊     | 負責道路交通秩序與稽查勤務       |
|          | 保安隊     | 支援治安勤務、維安特勤任務       |
|          | 少年警察隊 | 少年事件處理與犯罪預防           |
|          | 鑑識中心   | 指紋、DNA、證物採證與鑑定        |
| 所屬分局 | 南投分局   | 管轄南投市等地區派出所           |
|          | 草屯分局   | 管轄草屯鎮、國姓鄉               |
|          | 埔里分局   | 管轄埔里鎮、魚池鄉               |
|          | 竹山分局   | 管轄竹山鎮、鹿谷鄉               |
|          | 仁愛分局   | 管轄仁愛鄉及偏遠山地派出所       |

## 事件
- 2017年12月，南投縣警局兩名員警（許姓與陳姓）涉嫌自2014至2016年間，與印刷廠合作浮報研習教材印製費用，累計約20萬元被挪作非原用途。檢方於同年12月依違反《貪汙治罪條例》進行聲押調查，南投地檢署派員搜索警局與印刷廠，並將相關人帶回偵辦。警局表示該筆支出原用於研習，但因無茶水費科目才採教材費支用，並未貪圖個人利益，引起外界對警政行政支出與監督制度的關注。[6][7]
- 2018年起，一名就讀南投縣草屯鎮旭光高中的男學生，涉嫌性侵同班女同學並拍攝影片進行威脅，直到2020年4月受害者向學校軍訓教官報案後，草屯分局才依法受理，並於2020年6月將案件移送南投地方法院少年法庭審理。事件引發社會對校園性侵與警察、學校處理程序的高度關注。後經監察院調查指出，無證據顯示草屯分局或學校存在權勢介入或包庇嫌犯情形，但批評網路散布的受害者或嫌疑人資料未充分管理，造成侵害個資疑慮。[8][9]
- 2025年1月，南投警局政風室與刑警大隊在地方法院檢察官指揮下，偵辦2名涉嫌偽造文書與洩密的員警，該案於案發當夜移送法辦，2人交保後已遭記過並調離原職，警局強調絕不護短。[10][11]
- 2025年起，南投縣政府警察局在南投市、水里鄉與國姓鄉加強科技執法，於多處設立監視與測速設備，自1月至5月已舉發超過千件交通違規，其中水里鄉佔比約四成，引發地方關注科技執法密度與交通設計問題。[12][13]

## 外部連結
- 南投縣政府警察局全球資訊網
- 南投縣政府警察局的Facebook專頁